# Chi2 Fornacis
Título a ser usado para criar uma ligação interna é Chi2 Fornacis.
Chi2 Fornacis (91 Fornacis) é uma estrela na direção da constelação de Fornax. Possui uma ascensão reta de 03h 27m 33.37s e uma declinação de −35° 40′ 52.8″. Sua magnitude aparente é igual a 5.71. Considerando sua distância de 464 anos-luz em relação à Terra, sua magnitude absoluta é igual a −0.06. Pertence à classe espectral K2III.